# Payrac
Payrac település Franciaországban, Lot megyében. Lakosainak száma 666 fő (2022. január 1.). Payrac Anglars-Nozac, Calès, Lamothe-Fénelon, Loupiac, Reilhaguet, Rouffilhac és Le Vigan-en-Quercy községekkel határos.

## Népesség
A település népességének változása:
| Lakosok száma | 512  | 448  | 492  | 626  | 638  | 631  | 620  | 618  | 635  | 666  |
|               | 1968 | 1982 | 1990 | 2006 | 2013 | 2015 | 2017 | 2019 | 2020 | 2022 |